# Airbus A310
O Airbus A310 é uma linha de aviões de média e longa distância da empresa Airbus. Possui duas variantes: o A310-200 e o A310-300.
Menos de 10 anos após o primeiro voo do A300, entrava em operação o seu irmão mais novo, o A310. Junto com o A310, nascia para a Airbus o conceito de "família" de jatos, para começar a disputar nos diversos segmentos do mercado.
Inicialmente conhecido como Airbus A300B10, o A310 tem 13 seções a menos na fuselagem que o A300. Além disso, sua fuselagem traseira, asa, e arquitetura de cabine de comando (para dois tripulantes) são mais evoluídas.
O novo modelo realizaria seu primeiro voo em abril de 1982, impulsionado por dois motores PW JT9D-7R4. Numa homenagem às duas clientes iniciais, o A310 fez sua estreia com a pintura da Swissair no lado esquerdo e da Lufthansa no direito.
A homologação foi emitida pelas autoridades francesas e alemãs em março de 1983, seguida pelas primeiras entregas. Era o início do avanço da Airbus no mercado mundial: o consórcio finalmente produzia uma família de jatos.

## Especificações técnicas
Airbus A310-200
- Comprimento (m): 46,66
- Envergadura (m): 43,90
- Altura (m): 15,80

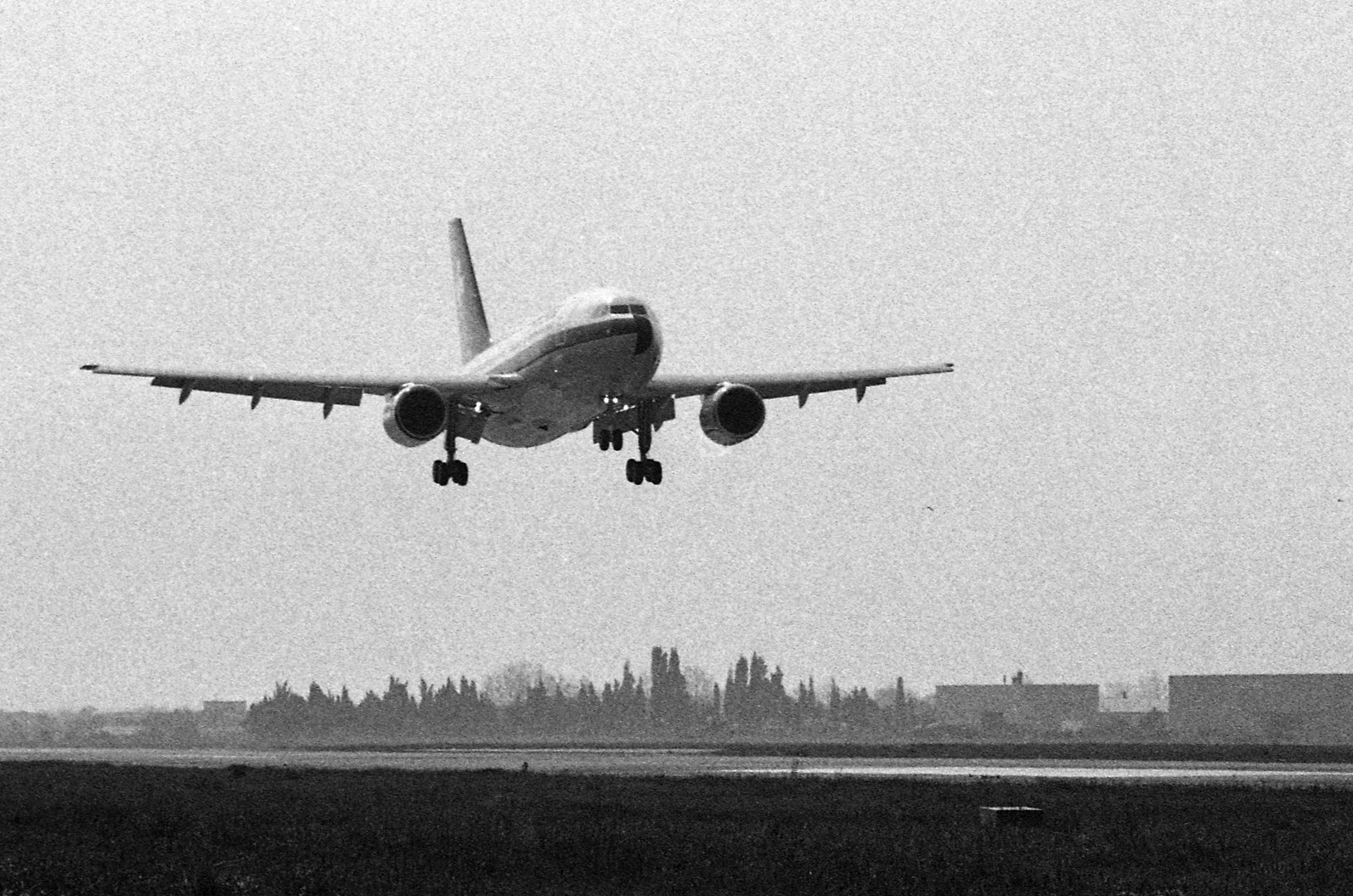
Primeiro voo

- Motores/Empuxo: 2x PW JT9D-7R4D1 (21 772 kg)
- Peso max. decol (Kg): 138 600
- Vel. cruzeiro: 896 km/h
- MMO/VMO: .84
- Alcance (km): 7 149
- Tripulação técnica: 2
- Passageiros: 202
- Primeiro voo: 1982
- Encomendados: 85
- Entregues: 85
- Em operação: 56

## Aprimoramentos

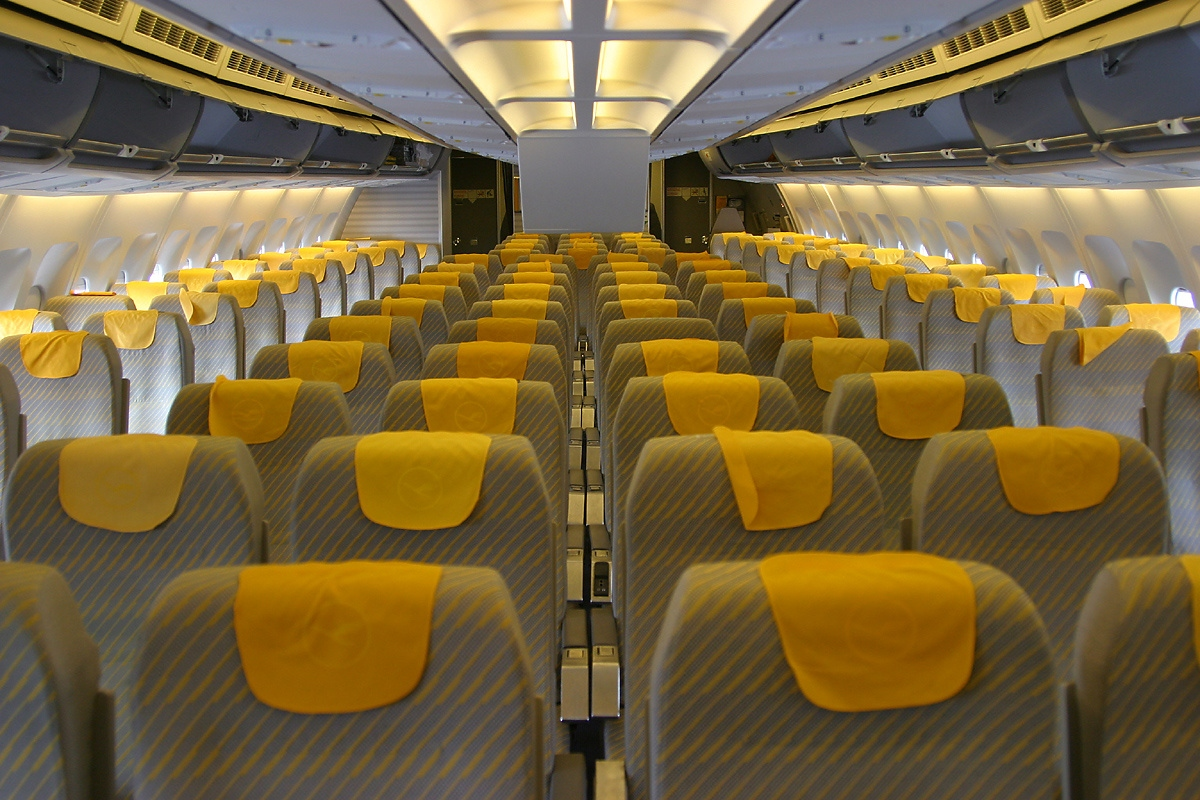
Interior de um A310 na configuração 2-4-2

A Airbus desenvolveu uma versão melhorada do A310, incorporando tanques adicionais de combustível e cabine de comando com EFIS (mais tarde usada também no A300-600). O uso de materiais compostos na estrutura foi extensivo, sendo o primeiro avião a possuir partes da deriva em fibra de carbono.
Através destas melhorias, de refinamentos aerodinâmicos e da utilização de motores mais econômicos, a Airbus conseguiu aumentar o peso máximo de decolagem e o alcance. Foi também o primeiro avião a receber a certificação ETOPS.
Em pouco tempo o A310-300 tornou-se um sucesso de vendas, tanto entre empresas regulares quanto operadoras de voos charter, sendo inclusive utilizado em missões para as quais não fora concebido originalmente.

## Especificações técnicas aprimoradas
Airbus A310-300
- Comprimento (m): 46,66
- Envergadura (m): 43,90
- Altura (m): 15,80

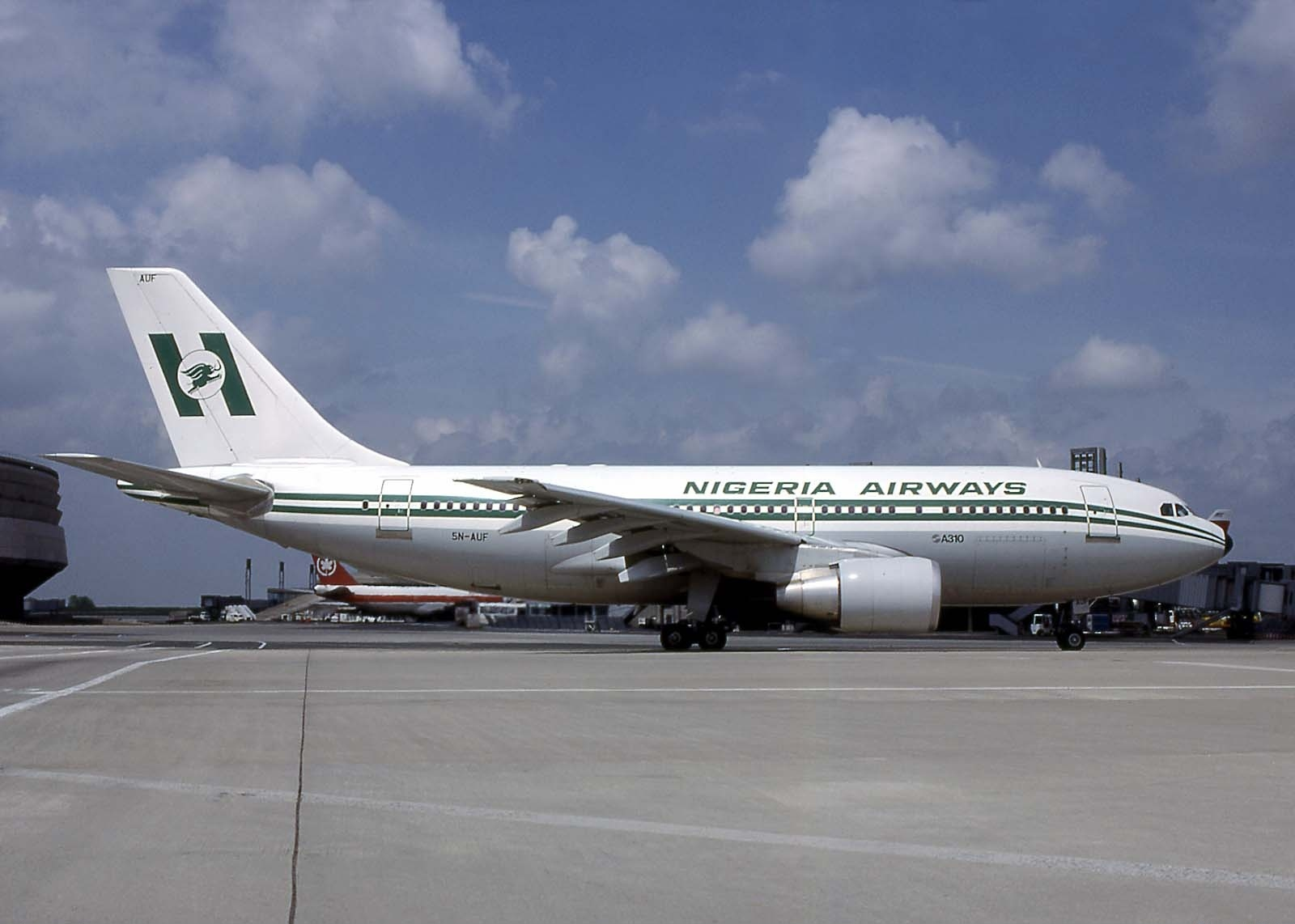
A310-200

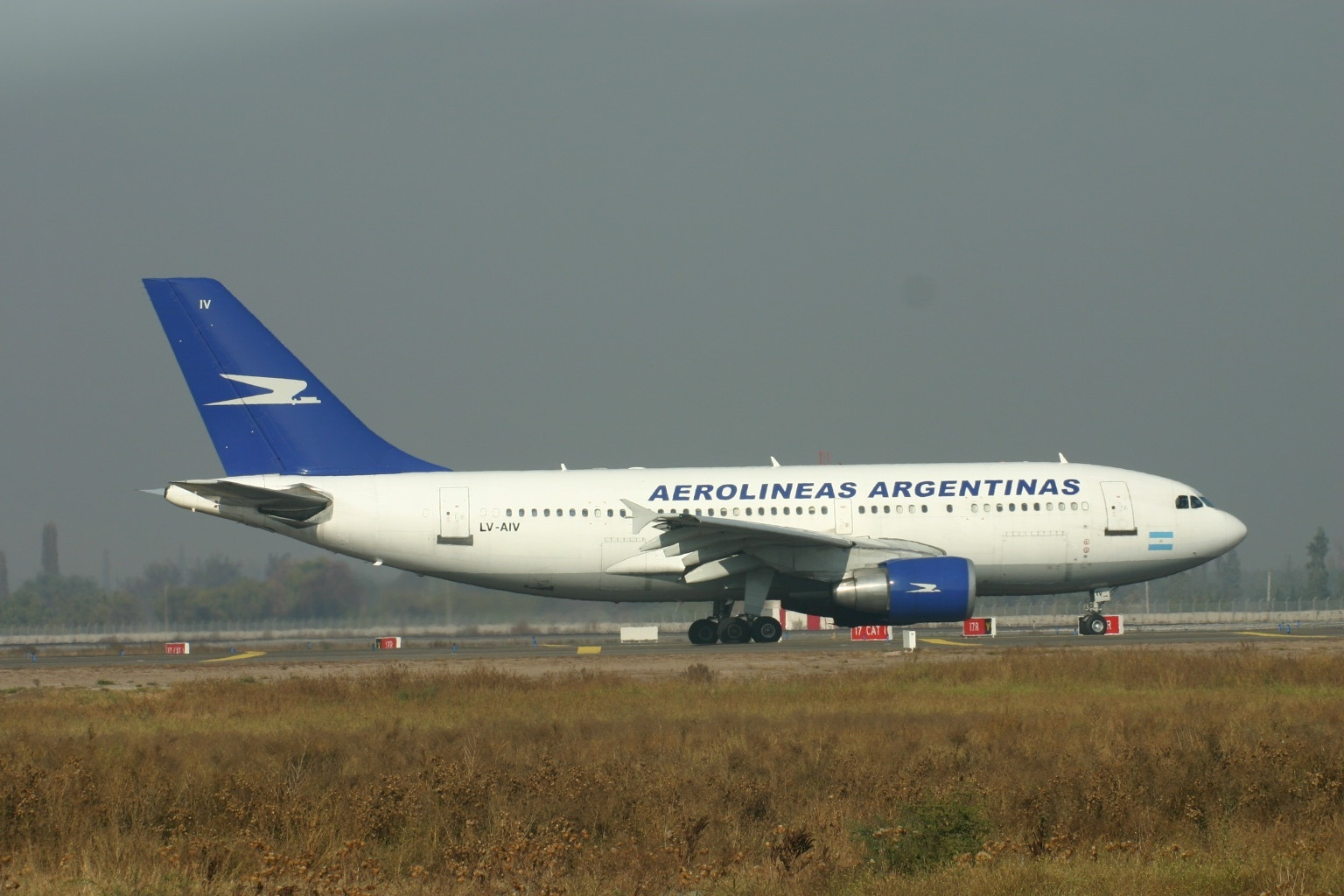
A310-300

- Motores/Empuxo: 2x PW JT9-7R4E1 (22 680 kg)
- Peso max. decol (kg): 157 000
- Vel. cruzeiro: 896 km/h
- MMO/VMO: .84
- Alcance (km): 8 223
- Tripulação técnica: 2
- Passageiros: 172
- Primeiro voo: 1984
- Encomendados: 171
- Entregues: 171
- Em operação: 116

## Airbus A310 no Brasil
O A310 operou nas seguintes empresas:
- BRA
- Passaredo
- WhiteJets

## Airbus A310 em Portugal
O A310 operou nas seguintes empresas:
- SATA
- TAP
- White

## Acidentes e incidentes
- Acidentes de perdas totais: 9 com o total de 673 mortes.[1]
- Sequestros: 10 com o total de 5 fatalidades
- 31 de julho de 1992: Voo Thai Airways International 311 era um voo de Banguecoque para Catmandu. O A310-304 caiu na aproximação para o Aeroporto Tribhuvan. Todas as 113 pessoas a bordo morreram.
- 23 de março de 1994: Voo Aeroflot 593 decolou com rumo a Hong Kong, no qual viajavam também os filhos do comandante. O avião acidentou-se devido a um jovem de 15 anos, filho mais velho do comandante, que foi colocado no comando da aeronave de forma indevida e desligou acidentalmente o piloto automático após manobras bruscas com o manche da aeronave. A aeronave perdeu o controle por um tempo, e quando foi recuperado o controle, era tarde demais. O avião colidiu numa montanha siberiana e todas as pessoas a bordo morreram.
- 31 de março de 1995: Voo Tarom 371 caiu em Balotesti perto de Aeroporto Internacional Otopeni nas imediações de Bucareste depois do emperramento do manete de potência do motor estibordo seguido da falta de reação dos pilotos.
- 11 de dezembro de 1998: Voo Thai Airways International 261 caiu na Tailândia.
- 30 de janeiro de 2000: Voo Kenya Airways 431 caiu no oceano Atlântico logo depois de decolar de Abidjan.
- 12 de julho de 2000: Voo Hapag-Lloyd 3378 sofreu perda total durante um pouso de emergência por pane seca.
- 9 de julho de 2006: Voo S7 Airlines 778, um Airbus A310-324 de Moscou com 196 passageiros e oito tripulantes, ultrapassou a pista em Irkutsk na Siberia, atravessou uma barreira de concreto e pegou fogo assim que bateu nos prédios. É reportado que 70 dos 204 passageiros a bordo sobreviveram.[2]
- 10 de junho de 2008: Voo Sudan Airways 109, um A310-300 de Amã com 203 passageiros e 11 tripulantes, desviou-se da pista depois de pousar no Aeroporto Internacional de Cartum com más condições meteorológicas, logo depois fogo se alastrou pela asa direita da aeronave. É reportado que 29 pessoas morreram.[3]
- 30 de junho de 2009, Voo Yemenia 626, um A310-300 voando de Sanaá (Iêmem) para Moroni (Comores) caiu no Oceano Índico logo depois de chegar ao destino. O avião estava com 153 passageiros e tripulação, houve somente uma sobrevivente, uma garota de 14 anos de idade.[4][5][6]